# Wspomaganie rozwoju
Wspomaganie rozwoju – proces intencjonalny prowadzący do umożliwienia osobie wspomaganej samodzielnego rozwiązywania zadań i problemów życiowych. Jego istotę stanowi specjalny rodzaj interakcji międzyludzkich ukierunkowanych na człowieka działającego w swoim życiu i poszukującego w nim sensu, także poprzez kształtowanie umiejętności i sprawności. Stanowi dopełnienie naturalnie przebiegających procesów wychowania i socjalizacji.

## Źródło
- Barbara Kaja, Psychologia wspomagania rozwoju, Sopot, 2010